# マウザー M1918
マウザー M1918（Mauser M1918）、あるいはタンクゲヴェールM1918（Tankgewehr M1918）、T‐ゲヴェール（T-Gewehr）は、ドイツ帝国で開発された対戦車兵器である。
第一次世界大戦時に開発された、世界初の対戦車ライフルとして知られる。

## 概要
イギリス軍が1916年に投入した新兵器である戦車に本格的に対抗するために、当初対戦車用として用いられていた歩兵小銃用の徹甲弾を上回る威力を持つ銃として開発されたもので、使用する13mm小銃弾の装甲貫徹力は距離65mで25mmと、当時の英仏戦車の装甲を容易に貫徹する威力があったが、後の対戦車ライフル同様、貫通後に乗員などに当たらなければ致命的な損害は与えられなかった。また、歩兵用小銃を単純に大型化した構造のために反動制御性等に支障が多く、実用性に問題があったが、それでも手榴弾や地雷などを用いた決死の肉薄攻撃に比べれば遥かに有用性があった。
戦後に連合国側で報告されたところによれば、最終的におよそ15,000丁を超える数が製造されたとされているが、投入されたのが大戦末期ということもあり、休戦までに破壊されたイギリス軍戦車のうち、M1918によるものはわずか1％に過ぎなかった。それでも連合国側ではM1918を過大評価し、非常に大きな脅威と捉えていた。
第一次大戦において連合国に捕獲されたものの他に、大戦後は多くの国が試験的に購入し、その後各国で開発された「対戦車ライフル」の元祖となった。

## 開発・生産

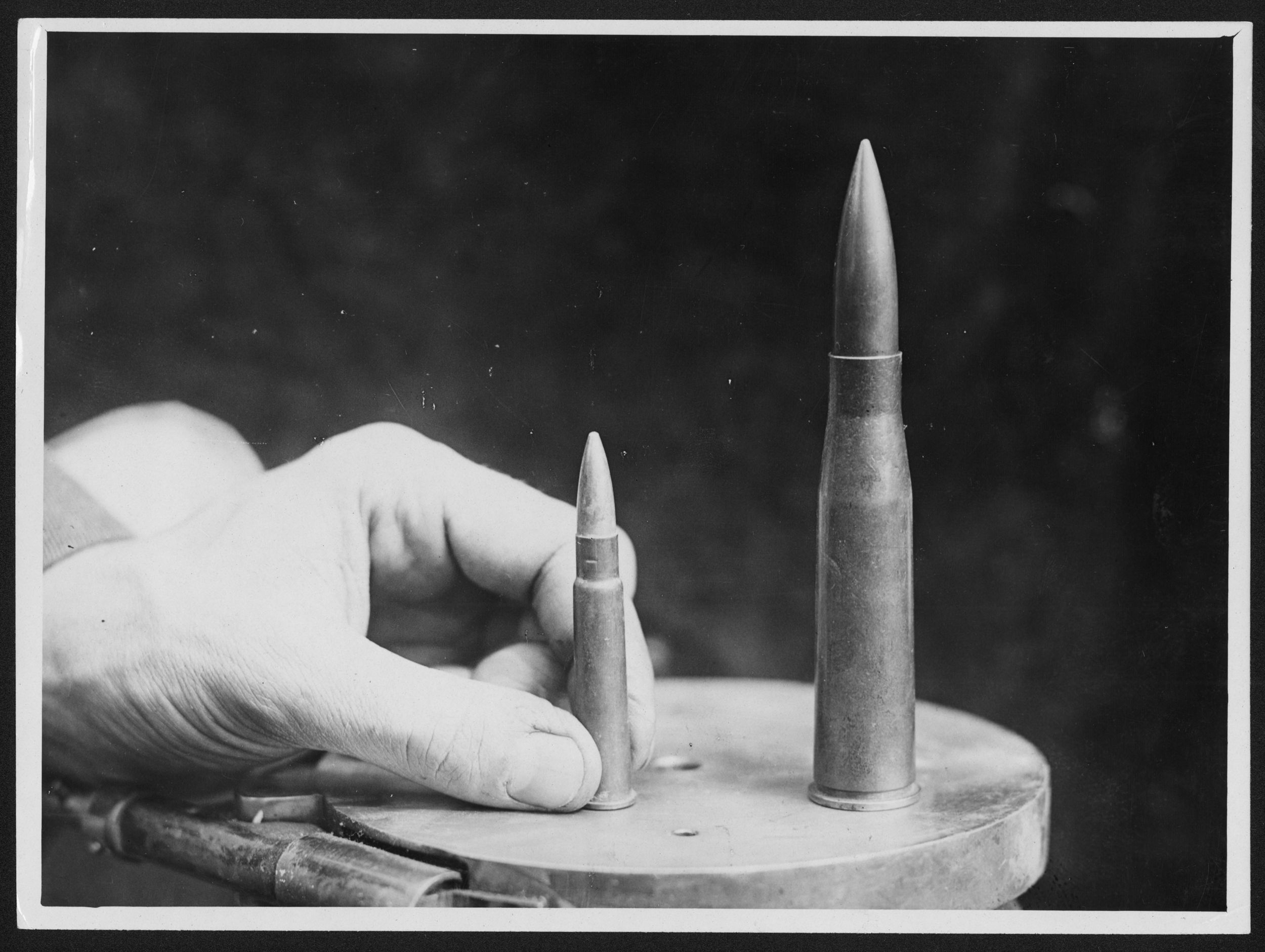
使用弾薬の13x92mmTuF弾。
左側に置かれているものは比較用の.303ブリティッシュ弾（7.7x56mm）

1916年9月15日のフレール＝クレスレットの戦いにおいて、連合国軍は歴史上初めて戦車の実戦投入を行った。戦車に対して機関銃による射撃はほぼ効果がなく、各種火砲の直撃弾以外では撃破することは難しかった。ドイツ軍では1917年までに戦車への対抗手段を模索し、まず作られた対戦車装備が工具鋼やタングステンを弾芯に用いた小銃用徹甲弾、いわゆるK弾である。K弾はマークI戦車およびマークII戦車の装甲を貫通することができたが、1917年6月のメセンの戦いにて投入された重装甲のマークIV戦車に対処することはできなかった。こうして、歩兵用小銃の7.92mm口径を上回る大口径徹甲弾とそれを用いる火器が必要と結論された。
1917年10月、小銃試験委員会は、マウザー社に戦車および飛行機（Tank und Flieger, TuF）を射撃することを想定した口径13～15mm程度の重機関銃、すなわちTuF MGの開発を要請した。これに用いる弾薬として、マウザー社はポルテ社との共同開発により13x92mmTuF弾の開発を進めた。1917年11月、TuF MGの開発が難航する中、陸軍兵器局はマウザー社に対して、TuF MGと同様の弾を用いた単発対戦車銃の開発を依頼した。
「T-Gewehr」（Tank-Gewehr：戦車小銃の意）と仮称されたこの対戦車銃は当時のドイツ軍の主力歩兵銃であるGew98の設計をほぼそのまま拡大したもので、重量は約17 kgあり、この重量を支えるためにMG 08/15機関銃用の二脚が装備されていた。原型の図面の数値を変更しただけに等しいこともあり、T-Gewehrの試作品は約10日後の1月19日には完成して最初の試射が行われた。試験の結果は軍の担当者を満足させるもので、実用試験を待たずに即座に30,000挺が発注されている。
1918年3月初頭には増加試作品が前線に送られ、実用に際しても問題は無いとの報告が送られた。同年3月31日、T-Gewehrは「Mauser Tankgewehr M1918」として正式に採用された。マウザー社には「可能な限り早急に大量生産し供給せよ」との通達が出されたが、弾薬も含めて本格的な生産体制が整ったのは同年5月のことで、1918年5月10日からマウザー社での本格的な量産が始まり、第1次の生産数は300丁程度であった。最初期生産型は86cmの銃身を備え、有効射程を大きく超える2,000mまで調整可能なGew98用の照門を備えていた。まもなくして設計に小改良が加えられ、98cmの銃身と500mまで調整可能な照門、新設計の二脚と二脚取付用ラグを備えるモデルに生産は切り替えられた。総生産数は戦後の連合国の報告書によれば約16,500丁である。
なお、前線での使用結果から更なる改良型が求められていたため、モーゼル社ではスプリングを内蔵した緩衝装置付床尾板と5発装填の弾倉を備えた連発型が開発されたが、完成が終戦の直前であったため、生産も実戦配備も成されないままに終わった。

## 運用

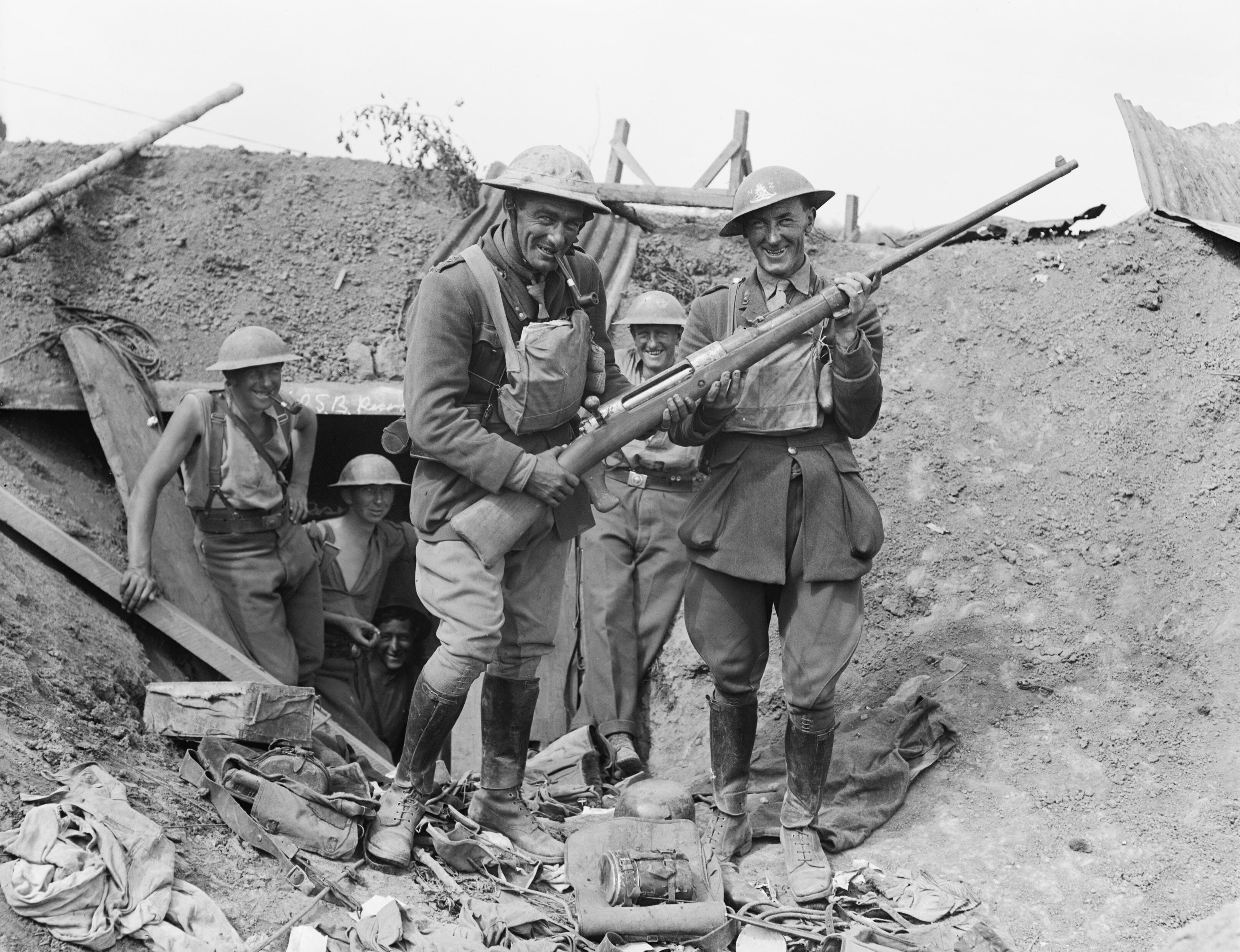
鹵獲したM1918を持つニュージーランド軍の兵士。人間と比較したその巨大さがわかる。
（1918年8月26日の撮影）

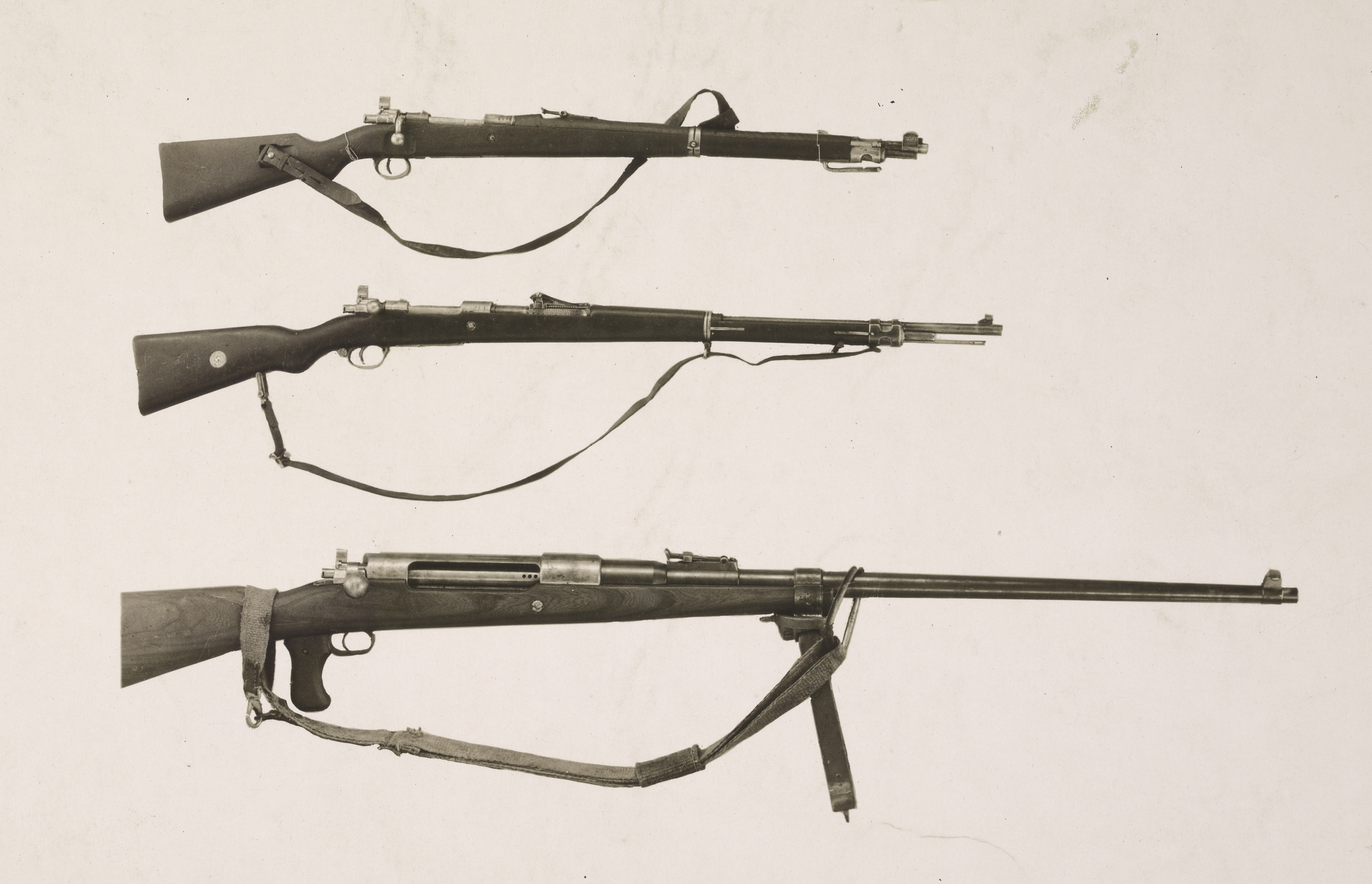
当時ドイツ軍で使用されていた騎銃および歩兵銃との比較

通常、M1918は連隊ごとに1丁ないし2丁が配備されており、射手と弾薬手兼観測手の2名で運用された。想定最大有効射程は500m、装甲貫通能力は公式の試験によれば250mで角度0度の鋼鉄板に対して25mmである。一方、実戦での運用結果によれば実際の有効射程は300m以下で、動く目標に対して確実に命中させ、且つ装甲を貫通するには100mが限度であったとされる。また装甲車輌を無力化するには、装甲を貫通した弾丸が車内の機械装置や兵器を破壊したり、乗員を殺傷する必要があった。
緩衝装置や銃口制退器を持たない本銃の射撃時反動は非常に大きく、2発か3発の射撃を行った後には多くの射手が頭痛やめまいを訴えたほか、特に経験の浅い射手の中には鎖骨を折る者もいた。「1人の射手はT-Gewehrを使って2発しか撃つことができない。すなわち、1発を右肩から、1発を左肩から発射し、その後射手は病院が必要なほどの状態になる」といった冗談を語るものもいたという。
連合国側でも多数のM1918を鹵獲したものの、ドイツ軍の戦車配備数が非常に限られていたこともあり、さほど活用はされなかった。
第一次世界大戦後、ドイツはヴェルサイユ条約により大口径の小銃の保有は禁止されたが、M1918は使用弾薬と共に大量に倉庫に保管され続けており、1925年の段階で確認されただけでも約800挺が保管されていた。再軍備後のドイツ国防軍は新型の対戦車ライフルを開発して装備したため、M1918は銃本体・弾薬共に制式兵器としては装備も運用もされていないが、予備兵器を動員したものとして第二次世界大戦末期に使用された例がある、とする文献もある。
M1918それ自体は運用期間が短く、対戦車ライフルという概念自体も装甲車両の進歩に伴って比較的短期間のうちに陳腐化した。しかし、M1918の登場は各国での大口径火器の開発を促すことになる。例えば、アメリカ外征軍ではM1918が投入された後に対抗する大口径火器の開発に関する緊急の要請を行ったほか、イギリスでも同種の大口径弾の開発に着手している。最終的に、イギリスでは.50ビッカース弾（12.7x81mm）、アメリカでは12.7x99mm BMG弾がそれぞれ開発されることとなる。

## 構成
マウザーM1918は前述のようにGew98のボルト部分を7.92mm弾用から13mm弾用に拡大し、それに合わせて各部の寸法を大型化したもので、原型の曲銃床に加えて拳銃型銃把（ピストルグリップ）を付け、専用の二脚が装備されている他は曲銃床型のボルトアクションライフルと全く同じ機構の銃である。ただし、Gew98には機関部内部に5発を装弾できる弾倉があるが、M1918には内部弾倉はなく、単発単射式である。

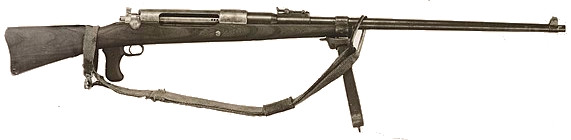
M1918 初期型

初期型の銃身長は86cmだったが、その後に初速を高めるために銃身の厚みを減らし銃身長を延長したモデルが設計された。銃身延長型の生産開始以降は初期型は区別のために短縮形（kurz）とも呼ばれた。後期型は98.43cmの銃身を備えている。なお、これらの他にボルトや銃床の仕様に細かな差異があり、大きく3つに区分することができるが、公式には形式番号等での区別はされていない。
ボルトアクションライフルをそのまま拡大した外見から、前線の兵士たちには「象撃ち銃」（Elefant Gewehrあるいは Elefantenbüchse）と通称されていた。

## ドイツ以外での生産品
スウェーデンではPvg m/21(Pansarvärnsgevär modell 1921)の名称でカールグスタフ銃器工廠で国産化し、旧式化して1940年代に後継の対戦車銃が開発されるまで装備されていた。Pvg m/21は基本的にM1918と使用弾薬も含めて全く同一だが、一刻も早く数を揃えるために戦時急造されたオリジナルと異なり、各部の仕上げが丁寧で、精度も若干ながら高かったとされている。
ソビエト連邦では1938年に対戦車ライフルの装備計画が立てられた際、暫定的なものとしてM1918の設計を12.7x108mm弾仕様に変更し、マズルブレーキと緩衝材入り床尾板を装備し、新設計の改良型軽量二脚を備えたショロホフ対戦車銃(12,7-мм ПТР Шолохова) を開発・生産して部隊配備し、モスクワ攻防戦などで用いたが、本格的なものとして14.5x114mm弾を使用する純国産対戦車ライフルが開発・生産されるとそれらに置き換えられ、少数の生産と限定的な使用に終わった。
なお、オリジナルのM1918は前述のように単発単射式だが、ショロホフ対戦車銃には単発式の他に弾倉を備えた連発型があり、鹵獲したドイツ軍ではそれぞれ「12,7 mm Panzerabwehrbüchse 775(r) (Einzellader)」（単発型）「12,7 mm Panzerabwehrbüchse 776(r) (Mehrlader)」（連発型）として区分している。

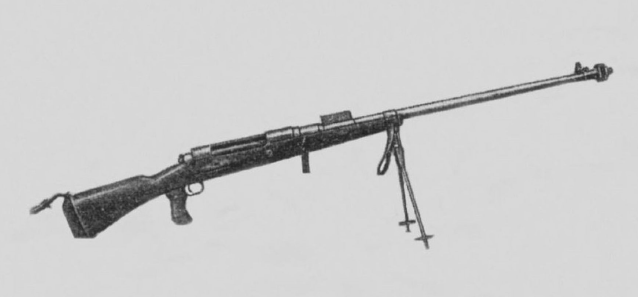
ショロホフ対戦車銃（単発型） (12,7 mm Panzerabwehrbüchse 775(r) (Einzellader)
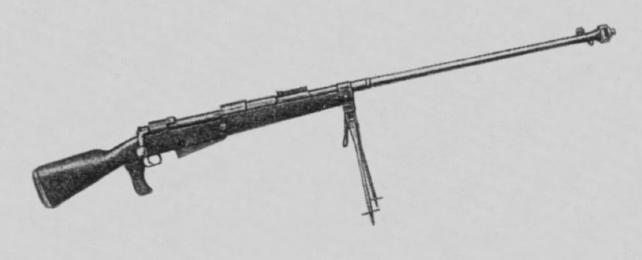
ショロホフ対戦車銃（連発型） (12,7 mm Panzerabwehrbüchse 776(r) (Mehrlader)